# Iti-Pyramide
Die Iti-Pyramide ist eine bislang unentdeckte altägyptische Pyramide und das vermutliche Grabmal des Königs Iti, der in der 8. Dynastie regierte. Bekannt ist sie bislang nur aus einer Felsinschrift aus dem Wadi Hammamat in der Arabischen Wüste (Ostwüste), wo in pharaonischer Zeit mehrere Gesteinsarten, vor allem Grauwacke und Silt, abgebaut wurden.
Der Name der Pyramide, Bau-Iti („Die Macht des Iti“), könnte einen direkten Bezug zum Namen der Raneferef-Pyramide, Netjeri-bau-Ra-nefer-ef („Göttlich ist die Macht des Raneferef“), aus der 5. Dynastie darstellen.

## Die Inschrift im Wadi Hammamat
Die teilweise zerstörte Inschrift berichtet, dass im ersten Regierungsjahr Itis eine Expedition unter der Leitung der beiden Schiffskapitäne Ipi und Nikauptah hierher entsandt worden war, um Baumaterial für die Pyramide zu beschaffen. Die Angaben zur Truppenstärke sind beschädigt und möglicherweise fehlerhaft geschrieben, wodurch sich unterschiedliche Lesungen ergeben haben: Wolfgang Schenkel liest 200 Ruderer, 400(?) Pioniere(?) und 200 rtn. Christoffer Theis hingegen liest auf Grundlage der Umzeichnungen bei Lepsius und Sethe 200 Soldaten und 200 Emissäre, zusammen 200 Mann, wobei die letzte 200 als Verschreibung anzusehen wäre. Neben Ipi und Nikauptah werden noch die Namen der beiden Truppenführer Ihiemsaf und Irinachti genannt. Detaillierte Angaben zu Art und Menge der abgebauten Gesteine fehlen hingegen.

## Identifizierungsversuche
In den 1930er Jahren äußerte Cecil Mallaby Firth die Vermutung, dass es sich bei der Lepsius-XXIX-Pyramide in Sakkara um die Pyramide des Iti handeln könnte. Firth gelangte durch den Fund einiger Rosengranitstücke und eines zerstörten Sarkophagdeckels zu dieser Annahme, konnte ansonsten aber keine weiteren Belege anführen. Firths Vermutung gilt heute als obsolet und die Lepsius-XXIX wird inzwischen überwiegend als Grabmal des Königs Menkauhor aus der 5. Dynastie angesehen.